# Battaglia di Pont-Charrault
La battaglia di Pont-Charrault è stata una battaglia delle Guerre di Vandea, avvenuta il 19 marzo 1793 a combattuta tra l'esercito repubblicano francese e gli insorti vandeani.

## Antefatto
Nell'ovest della Francia la popolazione contadina era insorta contro la neonata repubblica, i vandeani entro il mese di marzo scacciarono tutte le truppe rivoluzionarie dalle loro terre. Il governo decise quindi di mandare delle nuove truppe per reprimere la rivolta. Nel nord della Loira, i generali Jean Baptiste Canclaux e Jean-Michel Beysser avevano ripreso il controllo del paese. Nel frattempo il generale Louis de Marcé fu inviato per riprendere i territori dell'Alto Poitou e del Pays de Retz. Un contingente di 2 300 uomini, per la metà soldati, marciò su La Rochelle e si rivolse poi in direzione di Nantes.

## La battaglia
La rivolta vandeana era scoppiata appena una settimana prima e il generale Louis de Marcé fu incaricato di sopprimere gli insorti nell'Poitou e nella Loira Atlantica, così con 2 300 uomini marciò da La Rochelle verso Nantes.
Durante la marcia respinsero facilmente i primi gruppi di ribelli che incontrarono, ma il 19 marzo vicino a Pont-Charrault, Marcé commise l'errore di posizionare le sue truppe in fila indiana per passare sul ponte, ma prima che questi potessero attraversarlo furono attaccati dai vandeani guidati da Charles Augustin de Royrand, presi di sorpresa non riuscirono a respingerli e furono costretti a scappare verso La Rochelle e Niort.

## Conseguenze
La vittoria vandeana era perfetta ma agli occhi dei repubblicani era inconcepibile il fatto che delle truppe regolari fossero state battute da dei contadini armati di falci da guerra e fucili da caccia. La prima spiegazione che diedero fu che Marcé era complice dei controrivoluzionari, per questo verrà ghigliottinato nell'inverno del 1793.